# Bruce Greyson
Bruce Greyson (* Oktober 1946) ist ein amerikanischer Psychiater und Neurowissenschaftler. Er ist Professor für Psychiatrie und Direktor Division of Perceptual Studies an der Universität von Virginia und damit direkter Nachfolger von Ian Stevenson. Er ist Gründungsmitglied der International Association for Near-Death Studies (IANDS) und ist bekannt für seine Arbeit auf dem Gebiet der Nahtoderfahrung.

## Laufbahn
Bruce Greyson erwarb 1968 seinen Bachelor (major) Abschluss in Psychologie an der Cornell University und 1973 in Medizin an der State University of New York. Anschließend machte er eine Weiterbildung zum Psychiater an der University of Virginia. Er unterrichtete von 1978 bis 1984 Psychiatrie an der University of Michigan von 1984 bis 1995 und an der University of Connecticut, bevor er 1995 an die University of Virginia zurückkehrte.

## Arbeit
Bruce Greyson arbeitet und publiziert seit 1978 auf dem Fachbereich der Nahtoderfahrung. Aufgrund seiner populären und vielfältigen Veröffentlichungen ist Greyson einer der bekanntesten Forscher auf diesem Gebiet. Greyson, zusammen mit Kenneth Ring, Michael Sabom, und anderen, bauen auf die Forschungsarbeiten von Raymond Moody, Russell Noyes Jr und Elisabeth Kübler-Ross auf. Greyson schrieb den Artikel über Nahtoderfahrungen für Encyclopædia Britannica und war Chef-Editor des Journal of Near-Death Studies (früher Anabiosis) zwischen 1982 und 2007. Greyson wurde vielfach von der Presse zum Thema Nahtod-Experimente interviewt.
Sein 1983 entwickelter Greyson-Fragenkatalog zur Qualifizierung einer Nahtoderfahrung ("Greyson´s NDE scale") wurde vielfach genutzt und bis zum Jahre 2010 mehr als 95 mal wissenschaftlich zitiert.

## Ausgewählte Publikationen
Greyson ist Co-Autor von Irreducible Mind: Toward a Psychology for the 21st Century (Rowman and Littlefield, 2007) und Co-Autor von The Handbook of Near-Death Experiences: Thirty Years of Investigation (Praeger, 2009).
Er hat viele wissenschaftliche Arbeiten in wissenschaftlichen Zeitschriften zum Thema Nahtoderfahrungen veröffentlicht, u. a.:
- B Greyson: "False positive" claims of near-death experiences and "false negative" denials of near-death experiences. In: Death studies. 29. Jahrgang, Nr. 2, 2005, S. 145–55, doi:10.1080/07481180590906156, PMID 15822242 (englisch).
- Greyson, B, Ring, K.: The Life Changes Inventory-Revised. In: Journal of Near-Death Studies. 23. Jahrgang, 2004, S. 41–54 (englisch).
- Greyson, B, Liester, MB.: Internal voices following near-death experiences. In: Journal of Humanistic Psychology. 44. Jahrgang, Nr. 3, 2004, S. 320–336, doi:10.1177/0022167804266281 (englisch).
- R Lange, B Greyson, J Houran: A Rasch scaling validation of a 'core' near-death experience. In: British Journal of Psychology (London, England: 1953). 95. Jahrgang, Pt 2, 2004, S. 161–77, doi:10.1348/000712604773952403, PMID 15142300 (englisch).